# Francavilla Fontana
Francavilla Fontana – miejscowość i gmina we Włoszech, w regionie Apulia, w prowincji Brindisi.
W 2004 gminę zamieszkiwały 36 523 osoby, 208,7 os./km².
Jest to ośrodek rolnictwa, rzemiosła, przemysłu (małe i średnie przedsiębiorstwa) i handlu oraz siedziba targów Fiera Nazionale dell'Ascensione, które odbywają się w maju.
Herb miasta, umieszczony na głównych zabytkach, stanowi drzewo oliwne z literami F i V po obu stronach.

## Geografia
Francavilla Fontana leży pośród obszernej równiny o czystym powietrzu i bogatej roślinności, także egzotycznej, na szerokości geograficznej Rzymu, tj. 5°, 7', 56" i długości geograficznej 40°, 31', 48". Terytorium wznosi się od 109 do 246 metrów n.p.m.
Miasto otacza żyzna równina, którą porastają liczne gaje oliwne, bujne gęstwiny, sady owocowe, winnice, plantacje fig i ogrody. Francavilla F. jest położona prawie dokładnie pomiędzy dwoma nadmorskimi miastami – Tarentem i Brindisi.
Odległości od innych miast Apulii:
- 110 km od Bari
- 32 km od Tarentu
- 34 km od Brindisi
- 65 km od Lecce.

## Klimat
Klimat miasta Francavilla Fontana jest typowym klimatem śródziemnomorskim, z łagodną zimą oraz gorącym, długim i bardzo często wilgotnym latem.
| Mesiąc               | I  | II | III | IV | V  | VI | VII | VIII | IX | X  | XI | XII |
| -------------------- | -- | -- | --- | -- | -- | -- | --- | ---- | -- | -- | -- | --- |
| Temperatura max (°C) | 12 | 13 | 15  | 18 | 22 | 27 | 30  | 30   | 27 | 22 | 17 | 14  |
| Temperatura min (°C) | 6  | 6  | 7   | 10 | 14 | 18 | 21  | 21   | 18 | 14 | 10 | 7   |
| Opady (mm)           | 41 | 42 | 42  | 26 | 22 | 15 | 11  | 14   | 26 | 59 | 53 | 58  |

## Historia
Początki miejscowości to składająca się jedynie z kilku gospodarstw (z wł. masseria) osada założona przez Messapiów. Na podstawie śladów osadnictwa można wywnioskować, iż była ona okupowana przez Rzymian od drugiej połowy IV wieku p.n.e. do początków II wieku p.n.e. Francavilla Fontana jako miasto powstała na początku XIV wieku z inicjatywy księcia Filipa I z Tarentu, w okolicy wiejskiej willi z epoki rzymskiej, zbudowanej pod koniec I wieku p.n.e. obok kanału królewskiego, przy starożytnej drodze via Appia, w dzisiejszej dzielnicy San Lorenzo.
Według podań książę, podczas polowania w 1332, odkrył wizerunek Błogosławionej Dziewicy namalowany na częściowo zburzonym murze obok fontanny i, na znak oddania, pobudował tam kościół Madonny della Fontana, nazywany też Chiesa Madre lub Matrice (Kościół Matka), który został później zniszczony w 1743 roku przez trzęsienie ziemi. Do dziś, po rekonstrukcji z XVIII wieku, przetrwała ściana boczna z oknem. Wokół kościoła powstawała osada Villa San Salvatore i zaczęła formować się społeczność, której członkowie pochodzili z okolicznych wsi. W roku 1336 król Neapolu Robert Mądry potwierdził darowanie ziemi i osady z prawem pobudowania murów obronnych i fosy Filipowi dell'Antoglietta. Ziemie te już wcześniej zostały nadane jego matce Dacie Del Mugello, córce hrabiego Mugello i wdowie po Guglielmo dell'Antoglietta.
Liczne zwolnienia podatkowe (z wł. franchigie) nadane przez pochodzącego z Francji księcia Filipa I z Tarentu dały osadzie nazwę Franca Villa (z fr. ville), miasta wolnego od ceł i podatków (z wł. città franca). W tamtym okresie powstawało wiele ośrodków o tej samej nazwie (z takich samych powodów). By odróżnić je od innych, miasto zostało nazwane Francavilla d'Otranto, a w końcu Francavilla Fontana, na cześć bizantyjskiej ikony Madonny della Fontana oraz ku pamięci odkrycia, którego dokonał książę-założyciel podczas polowania.

## Zabytki i dzieła sztuki

### Mury
Mury obronne otaczające niegdyś miasto, a do dziś zachowane w niewielkiej części, zostały postawione za zgodą Filipa II z Tarentu w 1364 roku przez Filipa Dell'Antoglietta, a następnie rozbudowane przez księcia Tarentu Raimondello del Balzo Orsini. W późniejszym czasie miasto przechodziło pod panowanie kolejno rodów Bonifacio, Serra, Borromeo, następnie rodu Imperiali z Francavilli F., aż pod koniec XVIII wieku Ferdynand I Burbon ogłosił je wolnym miastem oraz częścią Królestwa Obojga Sycylii, pod bezpośrednim zarządem królewskim.

### Palazzo Imperiali
Został on zbudowany w 1450 przez księcia Tarentu, Giovanniego Antonio Del Balzo Orsini, a 35 lata później, 20 października, zamieszkał w nim król Fryderyk IV Aragoński (1452–1504) wraz ze swoimi żołnierzami, po wygnaniu Turków z Otranto. Około roku 1536 markiz Orii, Bernardino Bonifacio, powiększył zamek, a jego budowę dokończyli na początku XVIII wieku książęta z rodu Imperiali, nadając mu zachowany do dziś kształt czworoboku.
Otoczony fosą zamek jest osadzony na planie prostokąta, występ stanowią krawędzie w kształcie wieżyczek, a koronę wieńczą małe łuki gotyckie oraz blanki. Szeroki siedemnastowieczny portal prowadzi na dziedziniec z portykiem i kolumnami oraz na loggię, zaś potężnymi schodami o podwójnym biegu można dostać się na wyższe poziom. Na pierwszym piętrze znajdują się płótna z XVI i XVII wieku, portrety książąt oraz innych członków rodziny Imperiali. W salonie przyjęć można zobaczyć kominek z herbem rodowym Imperiali, a na dziedzińcu fontannę z muszlą oraz chrzcielnicę, istniejącą już w kościele zniszczonym przez trzęsienie ziemi.
W latach 1711–1731 w zamku składowano sól wydobywaną z należących do rodu Imperiali salin, które znajdowały się między Torre Columena a Torre Caserea. Od 1822 roku miała tu siedzibę gmina, a następnie w latach 1852–1932 sąd pierwszej instancji.

### Bramy
Bramy Francavilli F. pochodzą z różnych okresów: brama Carmine (Carmen) o trzech arkadach została wzniesiona w roku 1640 przez ród Imperiali jako łuk triumfalny, natomiast bramę Kapucynów od Krzyża pobudowano w 1714 roku.

### Inne budynki historyczne
Również pozostałe budowle zabytkowe pochodzą z różnych epok historycznych: pałace Barbaro Forleo, Pepe, Bottari, Giannuzzi-Carissimo powstały w okresie renesansu i baroku, Cotogno i Argentina w połowie XVI wieku, a rokokowy pałac Bianco został zbudowany pod koniec XVII wieku.

## Budynki sakralne

### Chiesa Madre (Kościół Matka)
Pobudowany w miejsce dawnego kościoła z 1310, rozbudowany w 1631, Chiesa Madre lub Matrice został zrekonstruowany w latach 1743–1759, po zniszczeniach, jakich doznał podczas trzęsienia ziemi z 20 lutego 1743 roku. Mieszkańcy dzięki wielkiemu poświęceniu przyczynili się do jego odbudowy, a książę Michele Imperiali młodszy ofiarował 50.000 dukatów, czyli prawie połowę sumy potrzebnej na dokończenie dzieła.
Przednia ściana kościoła zbudowano w skromnym stylu barokowym. Budowę dzwon dokończono w 1965 roku. Imponująca kopuła, najwyższa w całym Salento, spoczywa na tamburze z 8 oknami. Kolegiata jest siedzibą parafii Przenajświętszej Maryi Matki Różańca.

### Inne kościoły
Na ulicy św. Franciszka znajduje się kościół Carmine z klasztorem powstałym w roku 1517, który od 1867 roku pełnił również funkcję szpitala.
Kościół św. Maryi od Krzyża, pochodzący z 2 połowy XVI wieku, powstał na miejscu starej kapliczki, w której znajdował się namalowany na murze wizerunek Maryi Dziewicy (datowany na XIII wiek). Jest on najlepiej zachowanym ze wszystkich średniowiecznych wizerunków maryjnych.
19 marca 1759 roku przed bamą Kapucynów rozpoczęto budowę kościoła pw. Ducha św.
23 sierpnia 1869 biskup Orii, Luigi Margarita konsekrował kościół pw. Niepokalanie Poczętej.
Warto wspomnieć także o dwóch kryptach bazyliańskich znajdujących się na terytorium Francavilli F. obok gospodarstw Caniglia i św. Krzyża. W tej drugiej znajdują się pochodzące z XV i XVI wieku freski z wizerunkami świętych.

## Wielki Tydzień
Wielki Tydzień w mieście rozpoczyna w piątek Męka Pańska, kiedy to arcybractwo modlitwy i śmierci bierze udział w procesji, niosąc na plecach figurę Matki Bożej Siedmiobolesnej, której szaty zostały podarowane przez wicehrabinę Carmelę Brost. Następnie w Niedzielę Palmową wierni niosą do poświęcenia gałązki drzew oliwnych, a mnisi z kościoła Carmine organizują procesję.
W Wielką Środę na ulicach miasta można spotkać grupy chłopców z tradycyjny piatto, czyli talerzem z kiełkującymi nasieniami, umieszczonym na dnie koszyka przyozdobionego baldachimem z kwiatów. Pukają oni wtedy do drzwi domów lub zatrzymują przechodniów na ulicach, pytając w miejscowym dialekcie: Cce ti piaci lu piattu mia? (dosł. Podoba ci się mój talerz?). W nagrodę chłopcy są obdarowywani słodyczami lub pieniędzmi. Wieczorem w Wielki Czwartek mnisi z kościoła Carmine boso i z kapturami na głowach odwiedzają Groby Pańskie w różnych kościołach.